# 人類溝通
人类交流是致力于理解人们沟通的领域.
- 与自己  内在传播
- 与他人  人际交流
- 团体内  群体动力
- 组织内  组织交流
- 跨文化  跨文化交流

## 重要人物
- 诺伯特·维纳
- 温德尔.约翰逊
- 卡尔·罗杰斯